# Panipenem
Il panipenem è un antibiotico ad ampio spettro appartenente alla classe dei carbapenemi, attivo contro microorganismi aerobi, anaerobi,  gram-positivi e gram-negativi, compresi i non-fermenti. Viene comunemente somministrato in associazione col betamipron al fine di scongiurarne la nefrotossicità. Il panipenem ha un vasto spettro d'azione come gram-(Pseudomonas aeruginosa, stenotrphomonas maltophila, burkholderia cepacia), anaerobi (Bacterioides fragilis, Prevotella, Fusobacterium, Peptostreptococcus) e enterobacteriaceae che producono ESBL e ditipo AmpC. Si utilizza nelle infezioni respiratorie, ossee, urinarie e ostetrico-ginecologiche sostenute da germi sensibili.